# Рамкоповдигач
Рамкоповдигачът е плосък метален инструмент с дължина около 30 cm, който се използва от пчелари. Единият край е заострен или е като връх на отвертка, а другият е извит под прав ъгъл. Извитата част се използва за почистване стените и дъното на кошера и горните летвички на рамките от полепналия клей. Другият край се използва като лост за отлепване на рамките от фалцовете на кошера или на магазина от плодника. Материалът, от който се изработва рамкоповдигача, трябва да е дебела няколко милиметра стомана или друг метал.